# 法蘭克·舒爾特
法蘭克·M·舒爾特（英語：Frank M. "Wildfire" Schulte，1882年9月17日—1949年10月2日），綽號「野火」，為美國職棒大聯盟的外野手。生涯曾效力過小熊、海盜、費城人與參議員(今雙城)等隊。

## 職業生涯
舒爾特於1882年生於紐約州科切頓，是一名德國裔的美國人。儘管父親反對，他仍在1902年加入小聯盟，開啟他的職棒生涯。1904年8月，小熊隊買斷他的合約。
1904年9月21日，舒爾特登上大聯盟。後來小熊隊拿下國聯冠軍三連霸，更是在1907年和1908年拿下世界大賽冠軍。舒爾特生涯在世界大賽的打擊率高達3成21。
1910年，他以10轟成為國聯全壘打王。隔年他更是敲出21轟與107分打點。他也成為大聯盟史上首位單季敲出20支二壘安打、20支三壘安打、20轟與20次盜壘成功的選手。國聯一直到1957年才由威利·梅斯完成該紀錄。而舒爾特也成為1911年的查莫獎得主(相當於今日的聯盟MVP)。
1916年7月，他被交易到海盜。但因為打擊能力下滑，之後他又輾轉到了費城人和參議員等隊。1918年球季結束後，舒爾特宣布退休。
1919年到1922年，舒爾特仍在國際聯盟和太平洋岸聯盟打球。

## 個人生活
舒爾特在1911年結婚，之後他和妻子定居在加州奧克蘭，最後他在1949年去世。

## 生涯打擊成績
| 出賽次數 | 打席 | 打數 | 得分 | 安打 | 二安 | 三安 | 全壘打 | 打點 | 盜壘 | 保送 | 三振 | 打擊率 | 上壘率 | 長打率 | OPS  |
| -------- | ---- | ---- | ---- | ---- | ---- | ---- | ------ | ---- | ---- | ---- | ---- | ------ | ------ | ------ | ---- |
| 1806     | 7432 | 6533 | 906  | 1766 | 288  | 124  | 92     | 793  | 233  | 545  | 757  | .270   | .332   | .395   | .726 |

## 外部連結
- 球員資訊和成績在MLB，ESPN，Baseball-Reference，Fangraphs（英文）